# グレート・ノーザン・ピカデリー・アンド・ブロンプトン鉄道

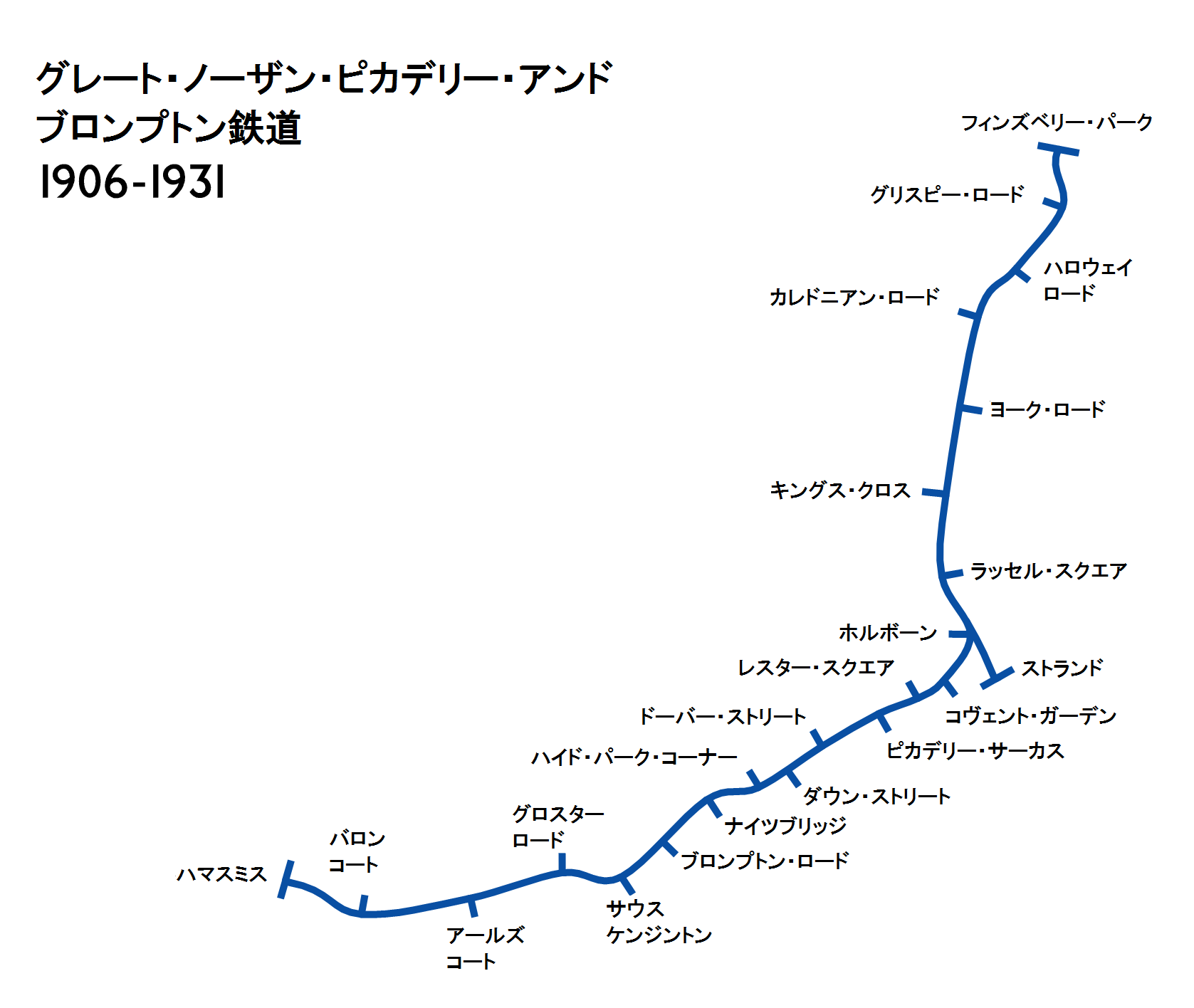
グレート・ノーザン・ピカデリー・アンド・ブロンプトン鉄道の路線図

グレート・ノーザン・ピカデリー・アンド・ブロンプトン鉄道（グレート・ノーザン・ピカデリー・アンド・ブロンプトンてつどう、英語：Great Northern, Piccadilly and Brompton Railway、GNP&BR）は、1902年に設立された、ロンドンの大深度地下鉄会社である。チューブと呼ばれる断面の小さなトンネルを使用した地下鉄の一路線で、ピカデリー・チューブ（英語：Piccadilly tube）とも呼ばれた。ロンドン地下電気鉄道（英語：Underground Electric Railways Company of London、UERL）の傘下にあったブロンプトン・アンド・ピカデリーサーカス鉄道（英語：Brompton and Piccadilly Circus Railway、B&PCR）とグレート・ノーザン・アンド・ストランド鉄道（英語：Great Northern and Strand Railway、GN&SR）が合併、同じくロンドン地下電気鉄道の傘下にあったディストリクト鉄道（英語：District Railway、DR）が計画した大深度路線の一部も含めてグレート・ノーザン・ピカデリー・アンド・ブロンプトン鉄道が成立している。
ブロンプトン・アンド・ピカデリーサーカス鉄道は1896年、グレート・ノーザン・アンド・ストランド鉄道は1898年に設立されたものの、資金集めの不調から工事着工の目処が立たずにいたが、既にディストリクト鉄道を傘下に収めていたロンドン地下電気鉄道が1902年に両社を買収、主にイギリス国外で建設資金を集め、1902年7月に着工している。各種路線案が検討され、議会に認可を申請したが、ほとんどの案は不認可となっている。
1907年、グレート・ノーザン・ピカデリー・アンド・ブロンプトン鉄道はハマスミスを西端、フィンズベリー・パークを北端とする14.17キロメートル (8.80 mi)の区間に22駅を設けて開業、翌1907年にはホルボーンからストランドまでの延長720-メートル (2,362 ft)の支線が開業している。西端の1.1キロメートル (0.68 mi)の区間が地上線となった他は単線トンネル2本が並行する構成となった
開業後1年もたたないうちにロンドン地下電気鉄道の経営陣はグレート・ノーザン・ピカデリー・アンド・ブロンプトン鉄道などロンドン地下電気鉄道の傘下各社の乗客数見通しが過大であった事への対応を迫られるようになり、他の地下鉄会社との連携や、路線延伸による乗客誘致などの施策を打ったが資金難は改善せず、1933年にグレート・ノーザン・ピカデリー・アンド・ブロンプトン鉄道は親会社であるロンドン地下電気鉄道とともに公営化された。グレート・ノーザン・ピカデリー・アンド・ブロンプトン鉄道が建設した路線は現在ロンドン地下鉄ピカデリー線の一部となっている。

## 創立

### 起源

#### 1896年ブロンプトン・アンド・ピカデリーサーカス鉄道設立

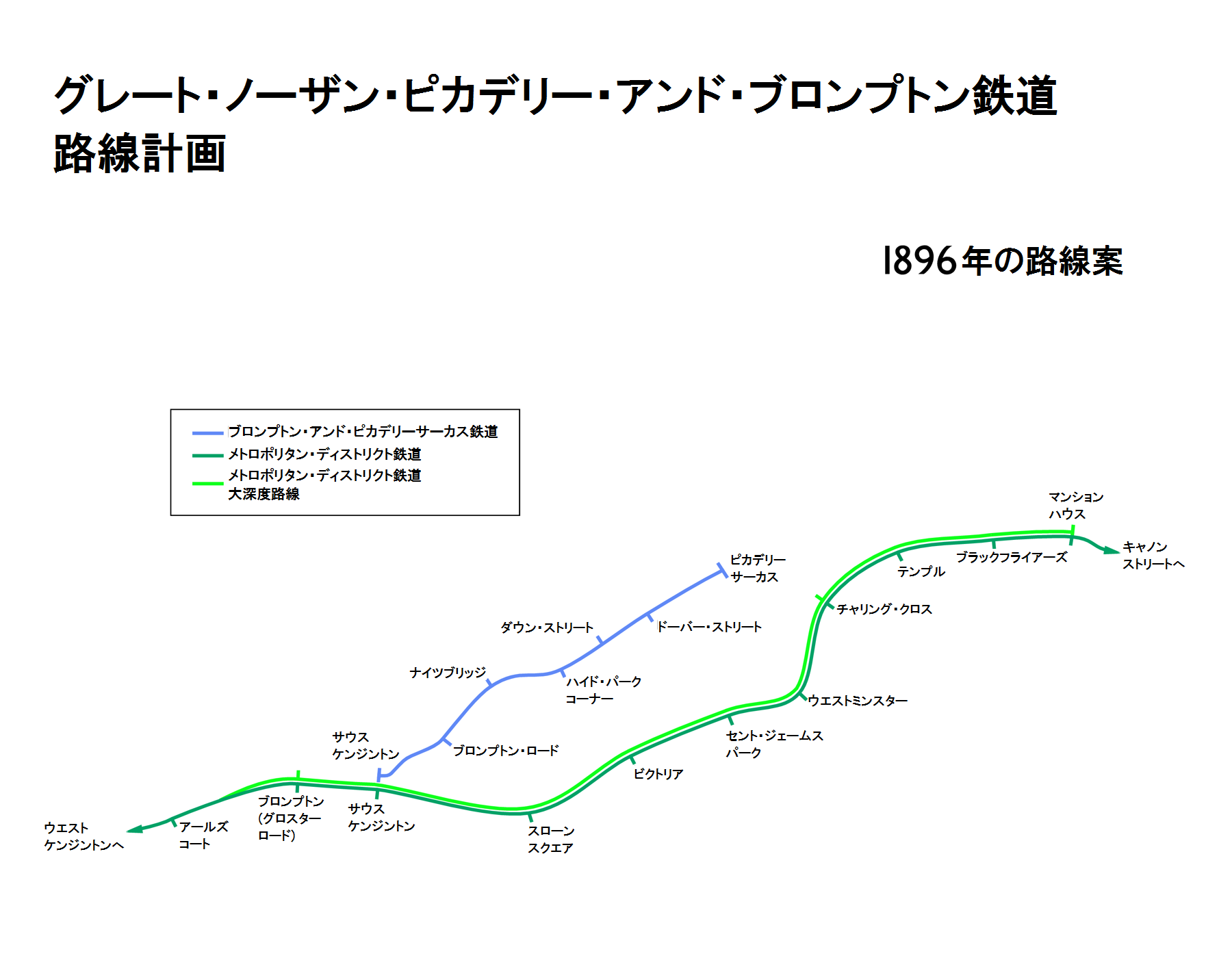
ブロンプトン・アンド・ピカデリーサーカス鉄道及びディストリクト鉄道大深度路線の1896年時点の路線案

1896年11月、ブロンプトン・アンド・ピカデリーサーカス鉄道（英語：Brompton and Piccadilly Circus Railway、B&PCR）建設の個別的法律案が議会に提出された。この路線案はピカデリー・サーカス近くのエア・ストリートとエキジビション・ロードの南端であるサウス・ケンジントンを、ピカデリー、ナイツブリッジ、ブロンプトン・ロード、サーロー・プレイスの下を抜けて全線地下で結び、ドーバー・ストリート、ダウン・ストリート、ハイド・パーク・コーナー、ナイツブリッジ及びブロンプトン・ロードに駅を設置するものだった。ブロンプトン・ロード南のヨーマン・ロウに設ける車両基地には、サウス・ケンジントン終点から東に分岐する支線で接続するものとされた。列車の運行に必要な電力はサウス・ケンジントン終点の約1マイル (1.61 km)南、テムズ川東岸・ウエスト・ブロンプトン・ロッツ・ロードに発電所を設けて供給する計画だった。予備審査での認可を受け、この案は1897年8月6日に1897年ブロンプトン・アンド・ピカデリーサーカス鉄道法として女王裁可された。

#### 1896年ディストリクト鉄道大深度路線案
同じ1896年の議会にはディストリクト鉄道（英語：District Railway、DR）が既存の半地表路線のうち、グロースター・ロードとマンション・ハウスの間に大深度の別線を建設する個別的法律案を提出した。当時、ディストリクト鉄道は開削工法で作られた地下鉄路線を蒸気機関車けん引の列車で運行しており、混雑が激しいこの区間に、途中チャリング・クロス（後のエンバンクメント）だけに停車し、グロースター・ロードの西で地上に出て、アールズ・コートでディストリクト鉄道の既存線と接続する新線を併設することで混雑の緩和をはかろうとしていた。この新線はブロンプトン・アンド・ピカデリーサーカス鉄道と同様、電気運転を行う計画であり、ディストリクト鉄道はウォルハム・グリーン駅（後のフラム・ブロードウェイ駅）近くに発電所を建設することも計画していた。この個別的法律案は1897年8月6日に1897年メトロポリタン・ディストリクト鉄道法として女王裁可された。

#### 1898年グレート・ノーザン・アンド・ストランド鉄道の創立

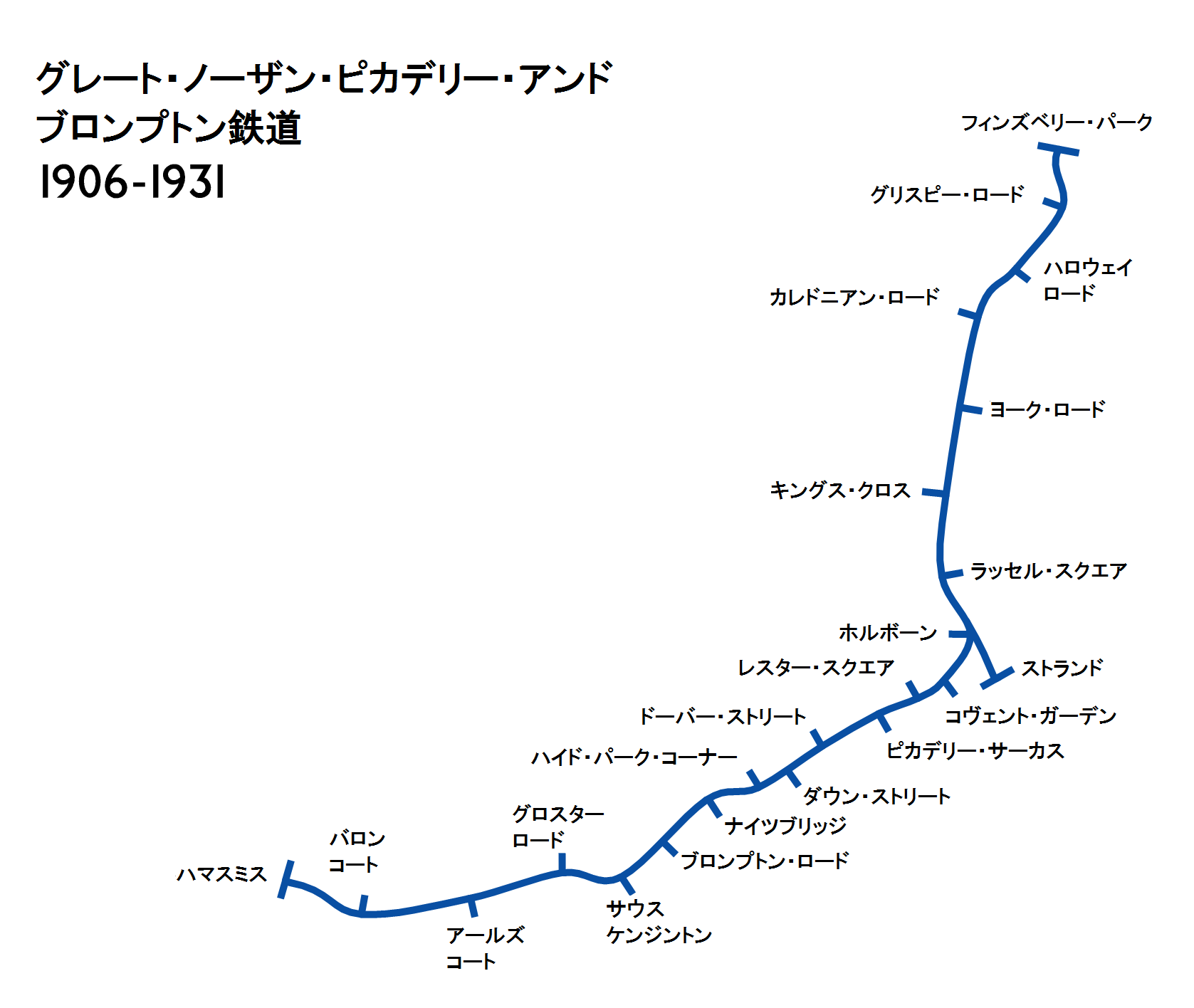
1898年時点のブロンプトン・アンド・ピカデリーサーカス鉄道、グレート・ノーザン・アンド・ストラン鉄道及びディストリクト鉄道大深度路線の路線案

1898年11月、ウッド・グリーンからストランドの北のスタンホープ・ストリートを結ぶ大深度地下鉄、グレート・ノーザン・アンド・ストランド鉄道（英語：Great Northern and Strand Railway、GN&SR）の計画が発表された。グレート・ノーザン・アンド・ストランド鉄道はキングス・クロス駅発着の本線鉄道であり、この新路線を自社路線の混雑緩和に活用したいと考えていた グレート・ノーザン鉄道（英語：Great Northern Railway、GNR）の支援を受けていた。グレート・ノーザン・アンド・ストランド鉄道はウッド・グリーン駅（後のアレクサンドラ・プレイス）からフィンズベリー・パーク駅までの区間でグレート・ノーザン鉄道の線路直下を走った後南西に曲がってホロウェイ、キングス・クロスに至り、南に向きを変えてブルームスベリー、ホルボーンに達し、途中、グレート・ノーザン鉄道の駅と併設されるホーンジー、ハリンゲイ、フィンズベリー・パークに加え、ハロウェイ、ヨーク・ロード、キングス・クロス、ラッセル・スクエアとホルボーンに駅を設置、ジレスピー・ロードのグレート・ノーザン鉄道の線路わきに発電所を設ける計画とされていた。ロンドン・カウンティ・カウンシル（英語： London County Council、LCC）がキングスウェイとアルドウィッチを建設するため、スタンホープ・ストリートが廃止されることとなり、南側の終点がキングスウェイとアルドウィッチの交差点に変更された。この計画は1899年8月1日に1899年グレート・ノーザン・アンド・ストランド鉄道法として発効した。

### 建設資金調達 1896年–1903年
3つの鉄道会社の認可は下りたものの、建設資金となる会社資本の調達は別の問題として残っていた。

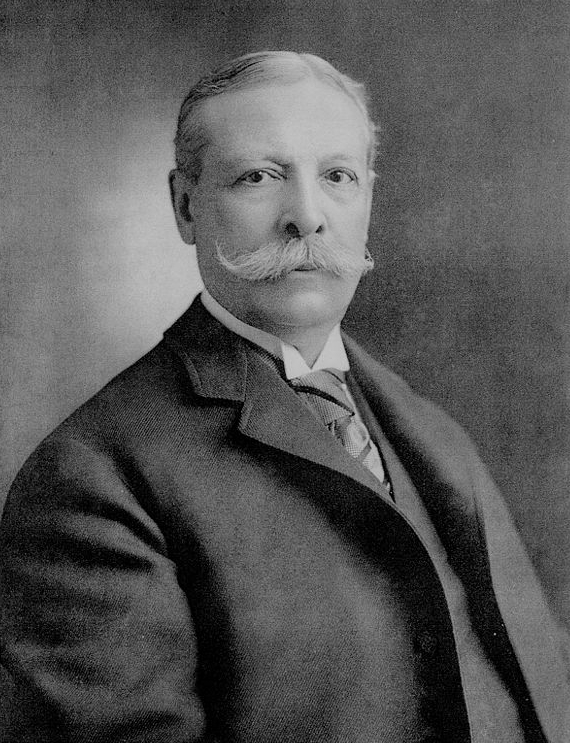
チャールズ・ヤーキス率いる投資家集団が1901年にディストリクト鉄道、ブロンプトン・アンド・ピカデリーサーカス鉄道、グレート・ノーザン・アンド・ストランド鉄道を買収した

1899年には、1892年の議会審議で認可されたベーカーストリート・アンド・ウォータールー鉄道（英語：Baker Street and Waterloo Railway、BS&WR）、ウォータールー・アンド・シティ鉄道（英語：Waterloo and City Railway、W&CR）、グレート・ノーザン・アンド・シティ鉄道（英語：Great Northern and City Railway、GN&CR）及び1891年に認可を得たセントラル・ロンドン鉄道（英語：Central London Railway、CLR）の5社が市場で資金を調達していた。最初の大深度地下鉄であるシティ・アンド・サウス・ロンドン鉄道も路線延伸のための資金集めをこのころに行っていたほか、未認可の多数の路線が同様に資金調達活動を行っていた。
ロンドンでの同様の投資機会を求め、1880年代から1890年代にかけてシカゴの路面鉄道網構築で財をなしたアメリカ人投資家、チャールズ・ヤーキス率いる投資家集団がディストリクト鉄道、ブロンプトン・アンド・ピカデリーサーカス鉄道、グレート・ノーザン・アンド・ストランド鉄道の救済に1900年に乗り出した。ヤーキスとヤーキスの支援者たちは1901年3月にディストリクト鉄道株の大半を握り、1901年9月にはブロンプトン・アンド・ピカデリーサーカス鉄道、グレート・ノーザン・アンド・ストランド鉄道の経営権を握った。ヤーキスは買収した地下鉄各線の建設とディストリクト鉄道の電化の資金集めのためロンドン地下電気鉄道（英語：Underground Electric Railways Company of London、UERL）を設立、おもにイギリス国外の投資家から株式公開時に500万ポンドの資金を集めた。ロンドン地下電気鉄道傘下各社の地下鉄路線建設工事の進捗に従って株は追加で販売され、1903年までに総額1800万ポンド（2014年の17.3億ポンドに相当）に達した。

### 路線計画 1898年 - 1905年

#### 1899年ブロンプトン・アンド・ピカデリーサーカス鉄道法
1896年に提案された二つの計画が議会で審議されている間、ディストリクト鉄道とブロンプトン・アンド・ピカデリーサーカス鉄道はハマスミスとキャノン・ストリートを結ぶ大深度地下鉄であるシティ・アンド・ウェストエンド鉄道（英語：City and West End Railway）の計画を自社の認可済路線と競合するものとして共同で阻止したことで関係を深め、1898年後半にはディストリクト鉄道がブロンプトン・アンド・ピカデリーサーカス鉄道を買収した。1898年11月、ブロンプトン・アンド・ピカデリーサーカス鉄道は東の終点をピカデリー・サーカスからクランボーン・ストリートに変更したうえで、西側の終点を変更してディストリクト鉄道の大深度路線との接続ることを議会に提案したが、東側での延伸提案は却下され、西側の計画変更とディストリクト鉄道による資本支援が1899年ブロンプトン・アンド・ピカデリーサーカス鉄道延伸法として1899年8月9日に女王裁可された。

#### 1900年ディストリクト鉄道及びブロンプトン・アンド・ピカデリーサーカス鉄道法
着工の目処が立たなかったことから、1899年11月、ディストリクト鉄道は1900年の議会審議に自社の大深度路線とブロンプトン・アンド・ピカデリーサーカス鉄道の建設期間延長を申請、併せてロッツ・ロードに発電所を建設して運営する提案を行った。ブロンプトン・アンド・ピカデリーサーカス鉄道も同時に路線建設期間の延長を申請したが、この申請は後に撤回され、ディストリクト鉄道提案のものに一本化されている。建設期間の延長は1900年8月6日、 1900年ディストリクト鉄道及びブロンプトン・アンド・ピカデリーサーカス鉄道法として女王裁可された。

#### 1901年ブロンプトン・アンド・ピカデリーサーカス鉄道法

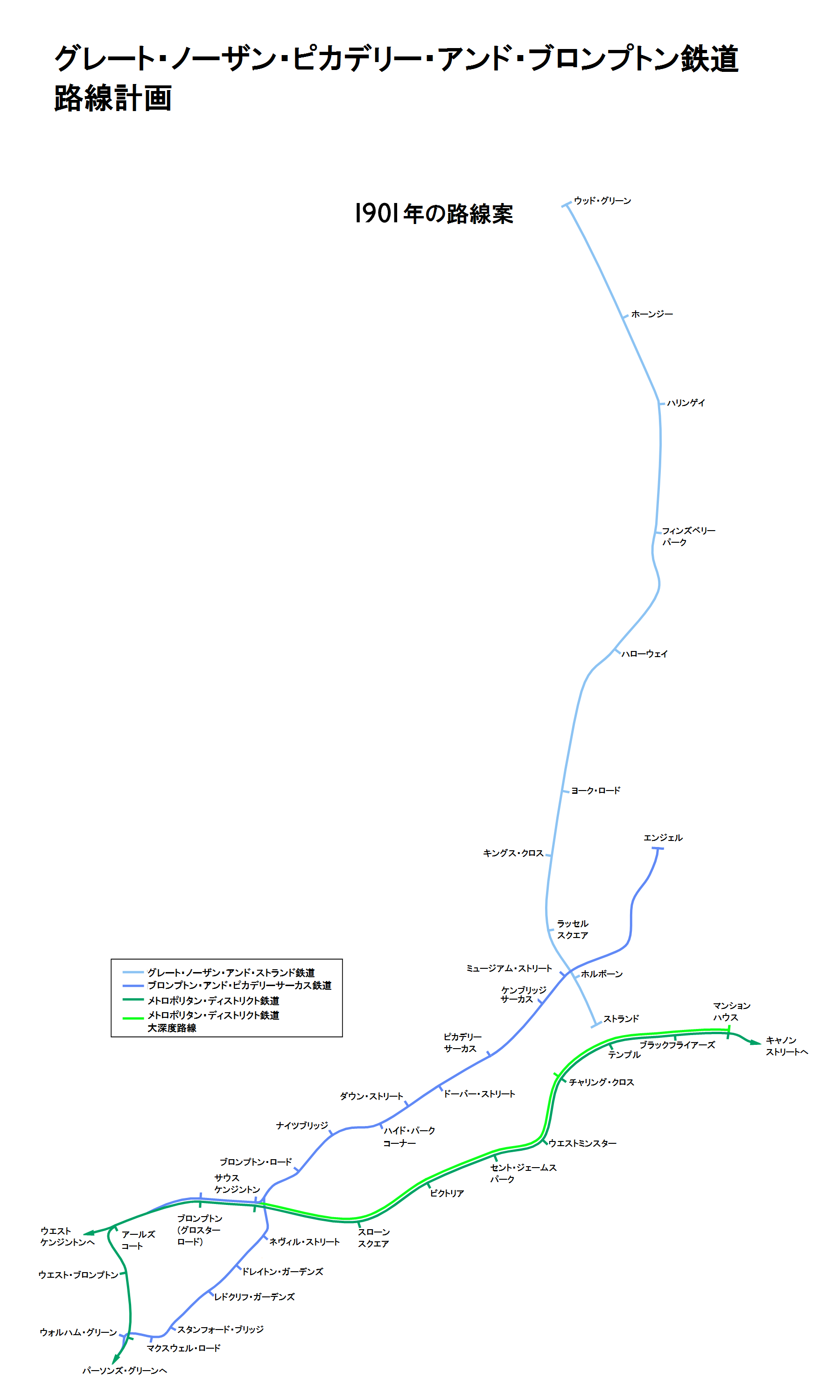
1901年時点のブロンプトン・アンド・ピカデリーサーカス鉄道、グレート・ノーザン・アンド・ストラン鉄道及びディストリクト鉄道大深度路線の路線案

1900年11月、ブロンプトン・アンド・ピカデリーサーカス鉄道は、1901年議会に2つの延伸案を提案すると発表した。1つめの延伸案は東側終端でのもので、1899年に却下されたクランボーン・ストリートへの延伸案よりも北側を通るもので、シャフツベリー・アベニュー、ハート・ストリート（後のブルームズベリー・ウェイ）、ブルームスベリー・スクエア、テオバルズ・ロード、ローズベリー・ロードを経由してイズリントン・エンジェル、イズリントンに至り、イズリントン・ハイ・ストリートの下を終点とするものだった。他の地下鉄路線と交差する場所には駅を設けるものとされ、ケンブリッジ・サーカスで計画中だったチャリングクロス・ユーストン・アンド・ハムステッド鉄道と、ミュージアム・ストリートでは開業したばかりのセントラル・ロンドン鉄道の大英博物館駅と連絡する計画だった。2つ目はサウス・ケンジントンから南西に、フラム・ロードを経由してウォルハム・グリーン駅（のちのフラム・ブロードウェイ駅）の南でディストリクト鉄道の線路に接続される路線案で、この個別的法律案にはディストリクト鉄道の大深度路線計画のうち、サウス・ケンジントンからアールズ・コートまでの区間をブロンプトン・アンド・ピカデリーサーカス鉄道が建設する提案と、建設期間延長の提案も含まれていた。
1900年7月30日に開業したセントラル・ロンドン鉄道の成功は同様の大深度地下鉄計画の乱発を招き、ブロンプトン・アンド・ピカデリーサーカス鉄道が議会に路線案を提出した時点にはロンドン市内の地下鉄路線建設提案が乱立していたする事態となっていた。路線案を審査するための議会特別委員会が設置され、ウィンザー卿が委員長となった。ブロンプトン・アンド・ピカデリーサーカス鉄道の延伸案ではミュージアム・ストリートへの延伸案だけが委員会で審議され、イズリントン・エンジェルへの延伸案は別の委員会がセントラル・ロンドン鉄道の振動を問題視したため、委員会審議にはかけられなかった。フラムへの延伸計画は委員会では審議されないままに終わった。 B委員会は1901年議会の審議期間中に報告書をまとめることが出来ず、1902年の議会に再度個別的法律案を提出するよう提案者に求める事態となった。

#### 1902年ブロンプトン・アンド・ピカデリーサーカス鉄道、グレート・ノーザン・アンド・ストランド鉄道及びディストリクト鉄道法
1901年11月、ブロンプトン・アンド・ピカデリーサーカス鉄道は1902年の議会への個別的法律案を発表した。エンジェルへの延伸は取り下げられ、ピカデリー・サーカスから東へのこれまでとは別の路線案が提案された。この案では従来案と同様クランボーン・ストリートの下を通るものの、ロング・エイカー及びグレート・クイーン・ストリートの下をリトル・クイーン・ストリート（のちのキングスウェイの北側）でグレート・ノーザン・アンドストランド鉄道のホルボーン駅と接続するもので、ウォードー・ストリート、クランボーン・ストリート及びコヴェント・ガーデンに駅を設置するものとされた。

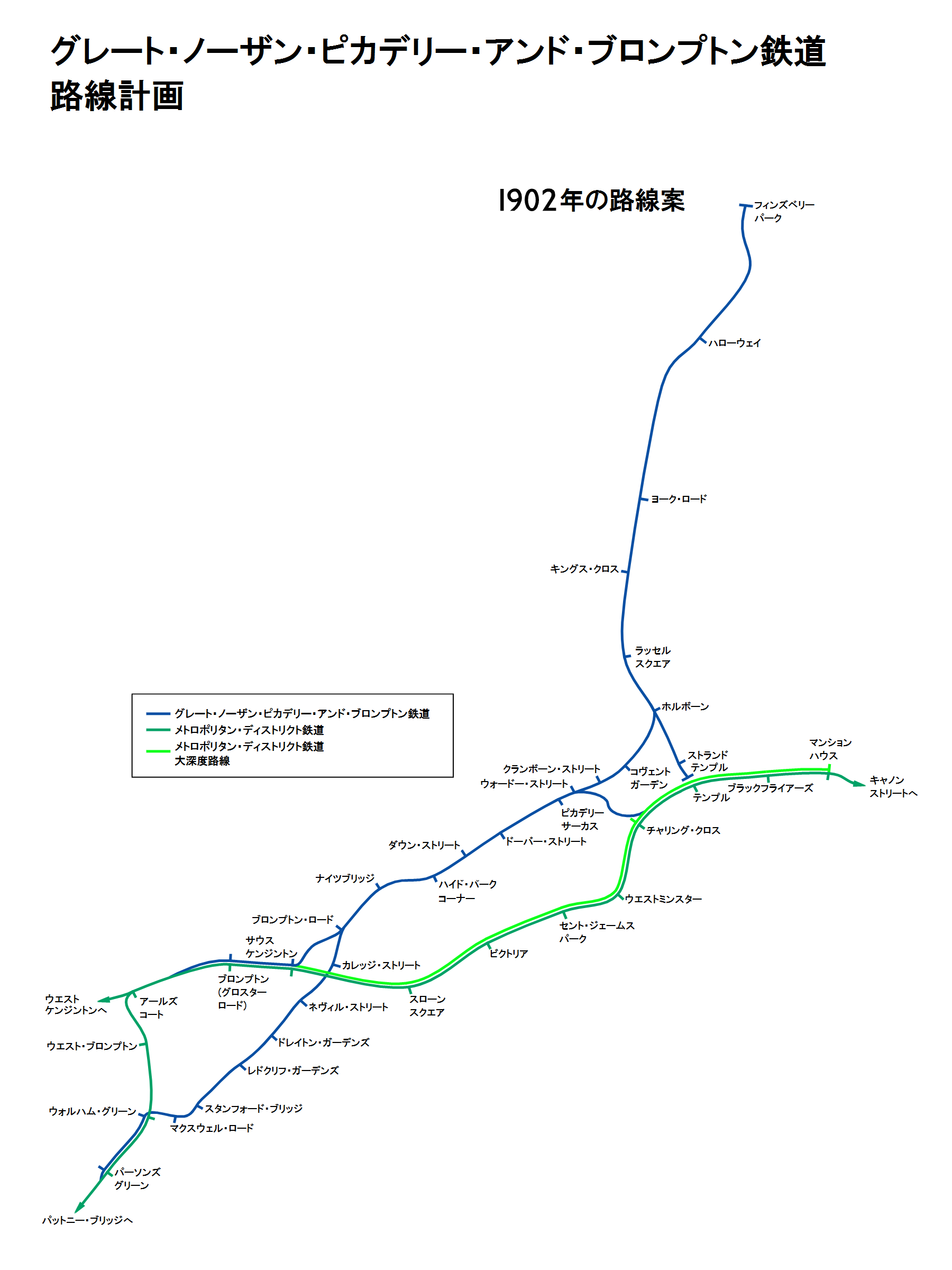
グレート・ノーザン・ピカデリー・アンド・ブロンプトン鉄道とディストリクト鉄道大深度路線の1902年時点の路線案

ウォードー・ストリートから支線が南東に分かれ、ディストリクト鉄道の大深度路線とチャリング・クロス駅の東で接続し、ウォードー・ストリートには2路線それぞれのプラットホームが設けられる計画だった。南西のウォルハム・グリーンへの延伸は微修正のうえで残され、新しい路線案ではカレッジ・ストリート（のちのエリスタン・ストリート）とフラム・ロードの交差点、ネヴィル・ストリート、ドライトン・ガーデンズ、レドクリフ・ガーデンズ、スタンフォド・ブリッジ、マクスウェル・ロードに駅を設けるものとされた。地上に出る直前のウォルハム・グリーンでこの延伸線はディストリクト鉄道と接続してパーソンズ・グリーンまで両線は並行して走り、パーソンズ・グリーンから先はディストリクト鉄道に乗り入れる計画だった。延伸計画とディストリクト鉄道大深度路線のサウス・ケンジントンからアールズ・コートまでの建設期間延長がこの個別的法律案にも盛り込まれた。ブロンプトン・アンド・ピカデリーサーカス鉄道とグレート・ノーザン・アンド・ストランド鉄道は共にロンドン地下電気鉄道の傘下にあったため、この個別的法律案では両社の合併と社名変更が併せて提案された。
グレート・ノーザン・アンド・ストランド鉄道は1902年の議会に、南の終点を既存のディストリクト鉄道半地表路線との接続のためテンプル駅に延伸することと、フィンズベリー・パークからウッド・グリーンへの区間の建設計画取り下げ、自社のもつ認可済路線を会社統合の一環としてブロンプトン・アンド・ピカデリーサーカス鉄道に移管することを提案した。ディストリクト鉄道は同じ1902年の議会に自社の大深度路線建設権限をブロンプトン・アンド・ピカデリーサーカス鉄道に移管することを提案した。
ブロンプトン・アンド・ピカデリーサーカス鉄道の提案はウィンザー卿が指揮する委員会が審議した一方、グレート・ノーザン・アンド・ストランド鉄道の提案はリブルスデール卿が指揮する委員会が審議した。ブロンプトン・アンド・ピカデリーサーカス鉄道を東にホルボーンまで延伸してグレート・ノーザン・アンド・ストランド鉄道と接続する計画は認可されたが、パーソンズ・グリーンへの延伸はフラム・ロードにあった病院が、列車の振動が患者に影響を与えるとして反対したことから不認可となった。ブロンプトン・アンド・ピカデリーサーカス鉄道をチャリング・クロスに延伸する案は既存の建物をよけるための急曲線と急勾配が含まれることから不認可となったが、グレート・ノーザン・アンド・ストランド鉄道とブロンプトン・アンド・ピカデリーサーカス鉄道を合併して社名を変更する提案は認可された。グレート・ノーザン・アンド・ストランド鉄道をテンプルに延伸する案は ノーフォーク公の敷地の下を通過することから却下され、フィンズベリー・パークから北の計画中止は認可された。
委員会で認可された諸提案は1902年グレート・ノーザン・アンド・ストランド鉄道法及び1902年メトロポリタン・ディストリクト鉄道法として1902年8月8日に国王裁可された。

#### 1903年グレート・ノーザン・ピカデリー・アンド・ブロンプトン鉄道法

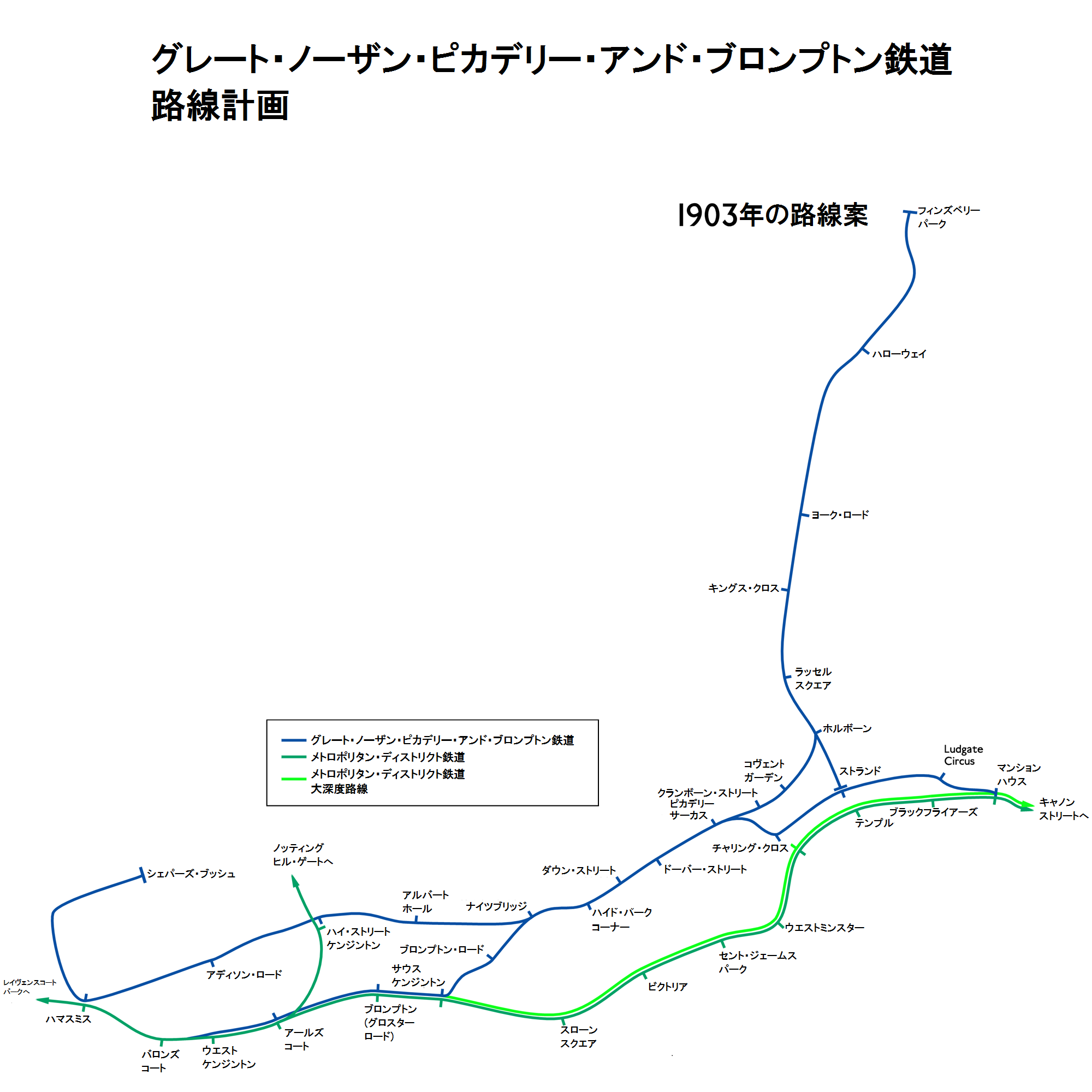
グレート・ノーザン・ピカデリー・アンド・ブロンプトン鉄道とディストリクト鉄道大深度路線の1903年時点の路線案

1902年11月、2社が合併して発足したグレート・ノーザン・ピカデリー・アンド・ブロンプトン鉄道は2つの提案を1903年の議会に提出した。1つ目の個別的法律案では駅建設のための用地買収権限の追認と国王裁可済法の微修正が提案された。
2つ目の個別的法律案では東西両端を認可済のものから延長することが提案された。東側の延伸案はピカデリー・サーカス駅を拡張の上、同駅のすぐ西で本線から分岐し、レスター・スクエアの下からチャリング・クロス駅に抜け、さらに東進してストランドでホルボーンから伸びる支線と交差してここに乗換駅を設ける。路線はそこからフリート・ストリートの下を通ってラッゲート・サーカスにロンドン・チャタム・アンド・ドーバー鉄道のラッゲート・ヒル駅（廃止）との乗換用の駅を設け、南に曲がってニュー・ブリッジ・ストリートの下を進み、クイーン・ビクトリア・ストリートをまた東に進み、マンション・ハウス駅の西でディストリクト鉄道の大深度路線に接続する。西側の延伸線はナイツブリッジ駅を拡張の上、同駅東のアルバート・ゲートで認可済の路線から分岐し、ナイツブリッジ、ケンジントン・ロード、ケンジントン・ハイ・ストリートの下を途中、ロイヤル・アルバート・ホール、ディストリクト鉄道のハイ・ストリート・ケンジントン駅とアディソン・ロードに駅を設けて西に進み、ハマスミス・ロードにそってディストリクト鉄道のハマスミス駅至り、ハマスミス・グローヴの下で北に、ゴールドホーク・ロードの下で東に向きを変え、シェパーズ・ブッシュ・グリーン南のセントラル・ロンドン鉄道のシェパーズ・ブッシュ駅近くに至る計画とされた。
ディストリクト鉄道も同じ1903年の議会に2つの個別的法律案を提出した。1つ目の個別的法律案には大深度路線のうち、アールズ・コート駅を含むサウス・ケンジントンからウェスト・ケンジントンまでの区間をグレート・ノーザン・ピカデリー・アンド・ブロンプトン鉄道が建設すること、2つめの個別的法律案には大深度路線の東端をマンション・ハウスから既存の半地表路線に沿ってホワイトチャペルまで延伸し、マイル・エンドへの半地表路線と線路を接続することが提案されていた。
1903年2月、議会はロンドンの交通をどう発展させるかの視点で評価する王立ロンドン交通委員会を設立、この委員会の審議中はすべての新線計画の審議が行われなかったため、この2つの延伸案は議論されることなく取り下げられた。用地買収の提案は1903年7月21日に1903年メトロポリタン・ディストリクト法及び1903年8月11日に1903年グレート・ノーザン・ピカデリー・アンド・ブロンプトン鉄道法（用地買収など）として国王裁可された。

#### 1905年グレート・ノーザン・ピカデリー・アンド・ブロンプトン鉄道法
王立委員会の審議は1903年から1905年初頭まで続き、1905年6月に報告書を発行した。委員会審議中の1904年の議会には路線建設の個別的法律案は提出されなかった。グレート・ノーザン・ピカデリー・アンド・ブロンプトン鉄道は1904年11月に、1905年議会に2つの個別的法律案を提示すると発表した。

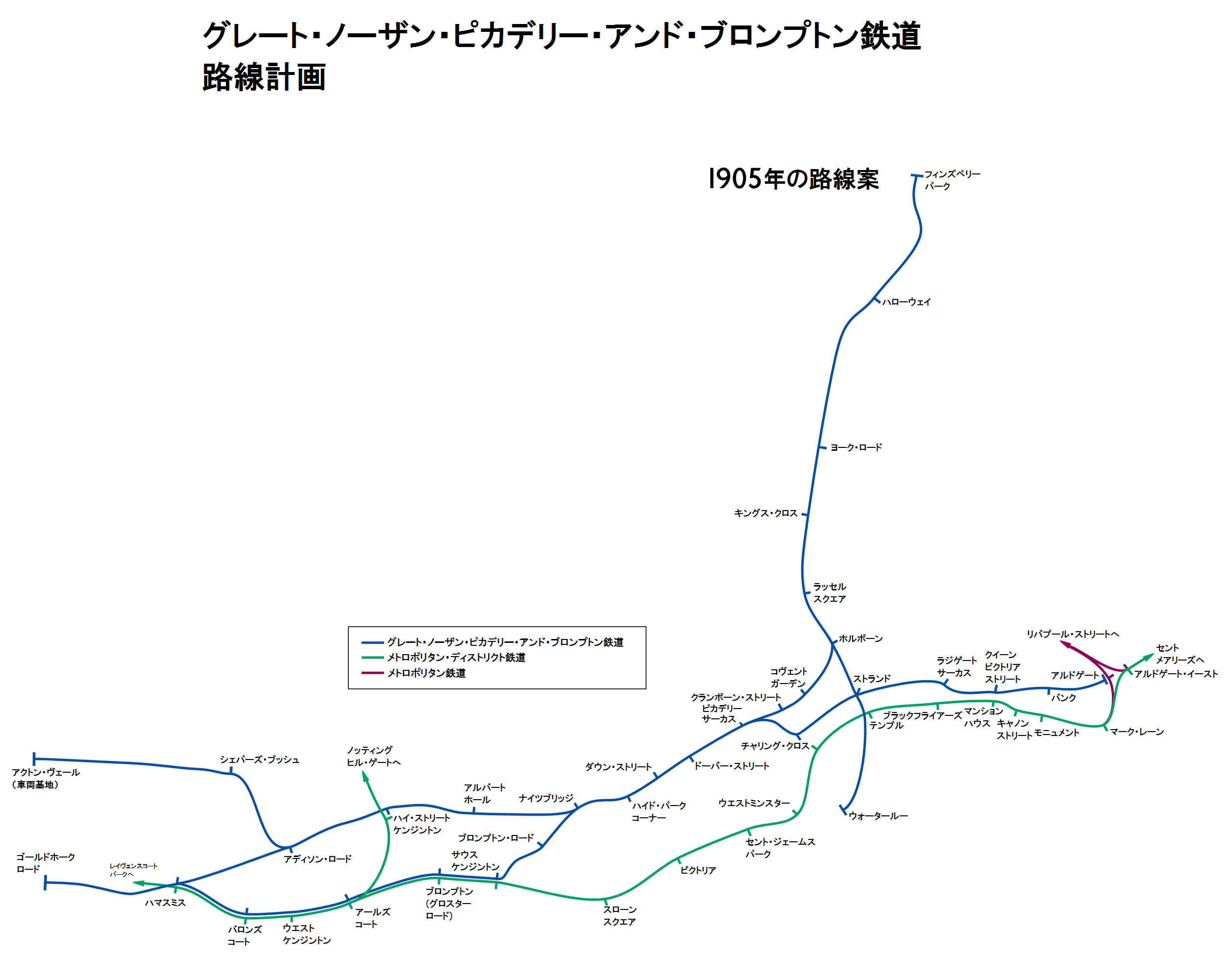
グレート・ノーザン・ピカデリー・アンド・ブロンプトン鉄道とディストリクト鉄道の1905年時点の路線案

1つめの個別的法律案はストランド支線に関するもので、ホルボーンでの本線との接続にあたっての配線が確定されるとともにこの支線をテムズ川の下をこえてロンドン・アンド・サウス・ウエスタン鉄道（英語：London and South Western Railway、L&SWR）のウォータールー駅まで延伸させるものだった。この延伸案にはストランド駅の位置がサレー・ストリートの交差点に変更されるとともにストランドからベーカーストリート・アンド・ウォータールー鉄道のウォータールー駅までは単線で建設され、ウォータールーにはグレート・ノーザン・ピカデリー・アンド・ブロンプトン鉄道のホームに通じるエレベーターを追設することが盛り込まれ、この支線はストランドで列車行き違いを行う、支線内折り返し運転を行う計画とされた。ウォータールーへの延伸は却下されたものの、ホルボーンの配線とストランド駅の移設は認められ、1905年8月4日、1905年グレート・ノーザン・ピカデリー・アンド・ブロンプトン鉄道法として国王裁可された
2つ目の個別的法律案では1903年の案をもとに、再び東西両端での延伸が提案された。東側のラドゲート・サーカスまでは1903年案と同様だったが、1903年案ではそこから南に向きを変えてニュー・ブリッジ・ストリートの下を通り、ディストリクト鉄道の大深度路線と接続するためクイーン・ビクトリア・ストリートの下を東に進むとされていたところ、1905年案ではディストリクト鉄道のマンション・ハウス駅北東に位置するクイーン・ストリートとウォルティング・ストリートの交差点までカーター・レーンとキャノン・ストリートの下を進む。その先はクイーン・ビクトリア・ストリートの下を進んでロンバード・ストリートにシティ・アンド・サウス・ロンドン鉄道とセントラル・ロンドン鉄道のバンク駅との乗換駅を設け、コーンヒルとレデンホール・ストリートの下をディストリクト鉄道のアルドゲイト駅に隣接するアルドゲイト・ハイ・ストリートを終点としていた。
西側ではナイツブリッジからケンジントン・ハイ・ストリート経由でハマスミスに至る区間は1903年案と同様とされたが、ハマスミスから先はキング・ストリートの下を進み、キング・ストリート、ゴールドホーク・ロードとチスウィック・ハイ・ロードの交差点付近を終点とした。トンネルは終点から先もチスウィック・ハイ・ロードの下を350メートル (1,148 ft)進み、ホームフィールド・ロードとの交差点まで達するものとされた。ハマスミスからシェパーズ・ブッシュへのループ線は取りやめられたが、ハマスミス延伸線のアディソン・ロードからホランド・ロード、シェパーズ・ブッシュ・グリーンを通り、直接シェパーズ・ブッシュを目指す支線が代わりに追加された。シェパーズ・ブッシュではセントラル・ロンドン鉄道の駅の向かいに駅を建設するものとされた。この支線はさらに西にアクスブリッジ・ロードを通ってアクトン・ヴェールに至り、アグネス・ロードとデーヴィス・ロードの間の地上に車両基地を設ける計画となっていた。この延伸には420万ポンド（2014年の4.03億ポンドに相当）の資金が必要とされた。1905年前半にはまだ王立委員会での審議が続いていたため、この個別的法律案の審議着手は遅れ、1905年7月、会期中の審議完了は不可能であるとして、グレート・ノーザン・ピカデリー・アンド・ブロンプトン鉄道は個別的法律案を撤回した

### 建設1902年 – 1906年

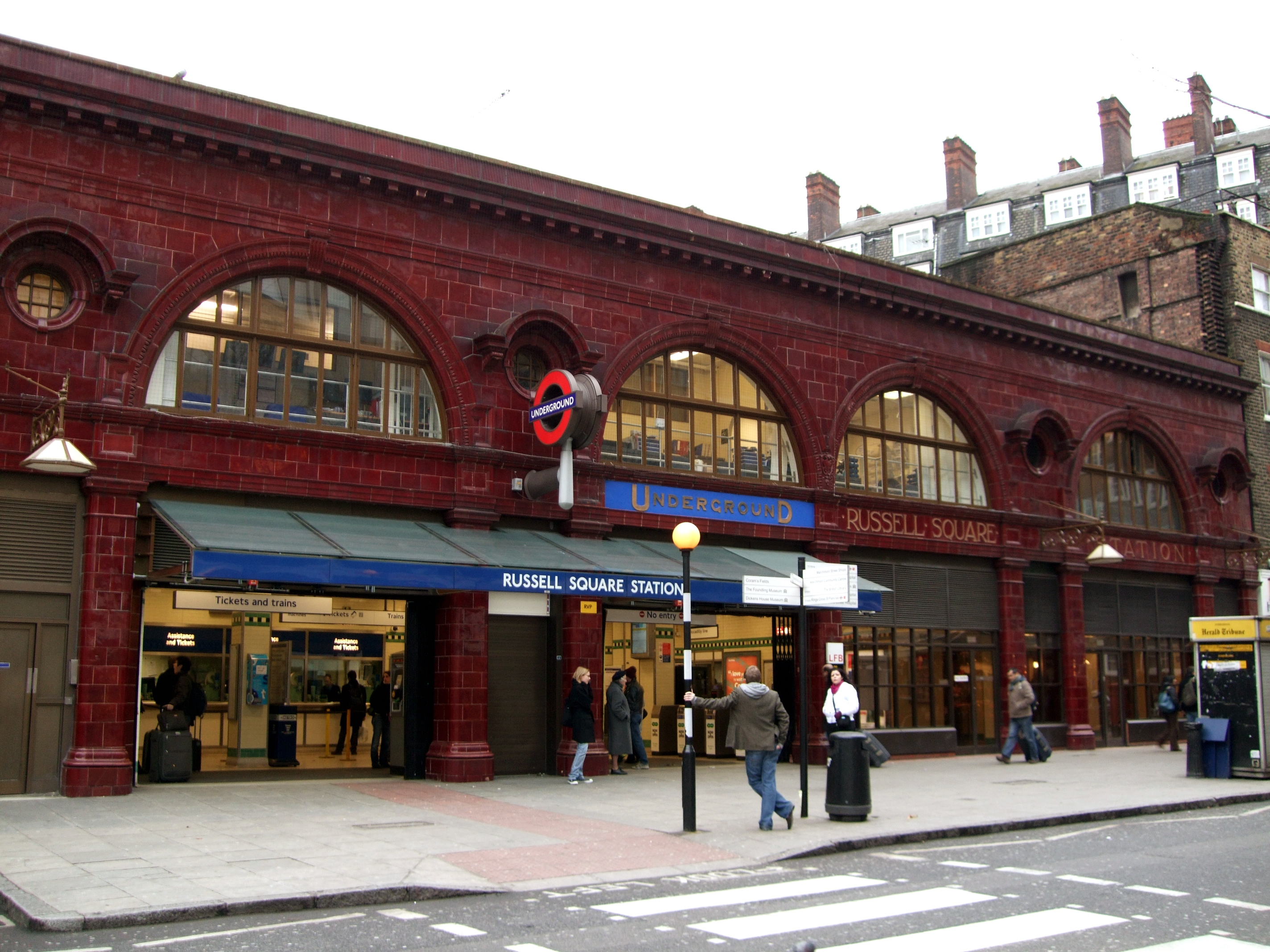
レスリー・グリーン設計によるラッセル・スクエア駅。グレート・ノーザン・ピカデリー・アンド・ブロンプトン鉄道の多くの駅が同様の設計の駅舎を備えた。

ロンドン地下電気鉄道から資金提供を受け、ブロンプトン・アンド・ピカデリーサーカス鉄道とグレート・ノーザン・アンド・ストランド鉄道の合併を待たずに直径およそ11フィート8インチ (3.56 m)のトンネル2本を並行させる方式で1902年7月にナイツブリッジからトンネル掘削の建設工事が始められた。ロンドン地下電気鉄道は1904年10月発行の年次報告書にグレート・ノーザン・ピカデリー・アンド・ブロンプトン鉄道の工事進捗率は80%と記載している。
駅舎の地上構造物は建築家レスリー・グリーンが設計した、ロンドン地下電気鉄道標準設計のものが採用された。駅舎は鉄骨2階建てで、赤い釉薬をかけたテラコッタブロックで表面が飾られるとともに、大きな半円形の窓が上階に設けられた。地表近くに建設され、階段のみが設置されたフィンズベリー・パークと、長いスロープが設けられたグリスピー・ロード駅を除き、各駅には駅舎とホームを結ぶ2から4基のエレベーターと非常用螺旋階段が設けられた。
建設工事の大半は1906年の秋までに完了し、1906年12月の開業に向けた試運転が行われた。ディストリクト鉄道の半地表路線が1905年に電化され、信号システムも更新されたことで線路容量が十分増加したことでサウス・ケンジントンから東の大深度路線建設の必要性が薄れ、建設の権利を失効させることとなった。1846年軌間統一法後の建設であり、標準軌が採用されている。
電化方式はロンドン地下電気鉄道傘下の各社同様、2本の走行用軌道の中央にマイナス210 V、走行用軌道の外側にプラス 420 Vを印加する4線軌条式、直流630 Vが採用された。

## 開業
1906年12月15日に通商大臣デビッド・ロイド・ジョージを迎えて開業式が行われた。ストランド支線の工事は本線より遅れ、1907年11月に開業している。グレート・ノーザン・ピカデリー・アンド・ブロンプトン鉄道は次第に「ピカデリー・チューブ」または「ピカデリー鉄道」の略称で知られるようになり、駅舎や地下鉄路線図にもこの略称が用いられた。
開業時には以下の駅が設置された。
- フィンズベリー・パーク
- グリスピー・ロード（後のアーセナル）[65]
- ハロウェイ・ロード
- カレドニアン・ロード
- ヨーク・ロード（英語版）（1932年9月17日廃止）[65]
- キングス・クロス （後のキングス・クロス・セント・パンクラス）[65]
- ラッセル・スクエア
- ホルボーン
- ストランド（英語版）（のちにアルドウィッチに改称、1907年11月30日開業、1994年9月30日廃止）[65]
- コヴェント・ガーデン （1907年4月11日開業）[65]
- レスター・スクエア
- ピカデリー・サーカス
- ドーバー・ストリート（後のグリーン・パーク）[65]
- ダウン・ストリート（英語版）（1907年3月15日開業、1932年5月25日廃止）[65]
- ハイド・パーク・コーナー
- ナイツブリッジ
- ブロンプトン・ロード（英語版）（1934年7月29日廃止）[65]
- サウス・ケンジントン（1907年1月8日開業）[65]
- グロースター・ロード
- アールズ・コート
- バロンズ・コート
- ハマスミス

列車はロンドン地下電気鉄道向けにハンガリーとフランスで製造された動力用の機関車をもたない電車による編成となった。乗客は車両の両端に設けられた折りたたみ式の格子状ゲートを通って乗降した。ゲートマンと呼ばれる乗務員が車両両端のデッキに乗車し、ゲートの開閉を担当するとともに駅到着時には駅名を案内していた。同様の設計の車両は同じくロンドン地下電気鉄道の傘下にあったグレート・ノーザン・ピカデリー・アンド・ブロンプトン鉄道とチャリングクロス・ユーストン・アンド・ハムステッド鉄道でも使用され、1906形電車又はゲート形電車と呼ばれた。ピカデリー・チューブ用の車両はウェスト・ケンジントンのリール・ブリッジ車両基地に配置された。

## 共同運行と統合 1906年–1913年
ロンドン地下電気鉄道は建設資金を調達し、わずか7年で路線を建設することには成功したが、開業後の収益は成功と呼べるものではなかった。開業後12カ月でピカデリー・チューブは開業前、年間6000万人の乗客を見込んでいたが、実績は2600万人、想定の50パーセント以下にとどまった。 ロンドン地下電気鉄道傘下の各路線と、新規に電化したディストリクト鉄道の乗客数想定は同様に過大なもので、実績は想定の50パーセント程度にとどまった。

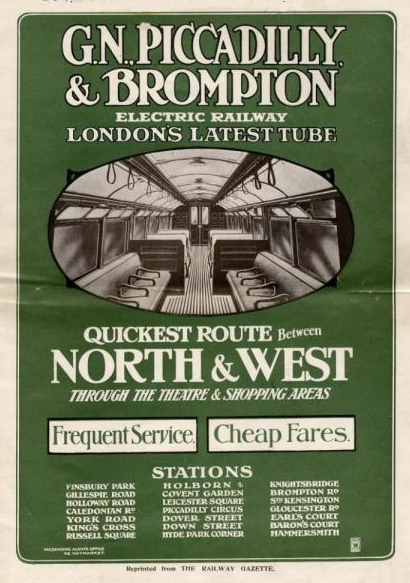
1906年発行の宣伝パンフレット

ロンドン地下電気鉄道の路線間や半地表地下鉄との競合に加え、急激に路線を拡大した路面電車が馬車の乗客の大半を奪ったことが計画値に乗客数が達さなかった要因として挙げられている。この問題は多かれ少なかれロンドンの地下鉄会社すべてが抱えるもので、乗客数が想定に満たなかったことから、各路線の収益も開業前の計画値に達さず、ロンドン地下電気鉄道を含む地下鉄会社は借入金の返済、配当の支払いに苦慮するようになっていった。
1907年から、収益構造の改善のため、ロンドン地下電気鉄道、シティ・アンド・サウス・ロンドン鉄道、セントラル・ロンドン鉄道、グレート・ノーザン・アンド・シティ鉄道は統一運賃制度を導入、1908年からはロンドン・アンド・サウス・ウェスタン鉄道の傘下にあったウォータールー・アンド・シティ鉄道を除く地下鉄各社が統一ブランド名、アンダーグラウンド（英語：The Underground）を使うようになった。
ロンドン地下電気鉄道傘下の3つの地下鉄会社は、法的には別の会社として残っており、独自の経営陣、株主をもち、配当の仕組みも異なっていた。会社組織の重複を排除し、一貫した経営を実現することによる経費節減を狙い、ロンドン地下電気鉄道は1909年11月に傘下3社を1つの会社、ロンドン電気鉄道（London Electric Railway 、LER）に統合する個別的法律案を提出した。この個別的法律案は1910年7月26日に、1910年ロンドン電気鉄道法として国王裁可を得た。
1911年10月、ピカデリー・チューブのアールズ・コート駅にディストリクトとピカデリーのホームをつなぐ通路が建設され、ここにロンドン地下鉄で初めてのエスカレーターが設置された。
1912年11月、ロンドン電気鉄道はピカデリー・チューブをハマスミスから西に延伸し、ロンドン・アンド・サウス・ウェスタン鉄道のリッチモンド支線に接続する個別的法律案を議会に提示した。ディストリクト鉄道はすでにこの区間に路線をもっていたため、ピカデリー・チューブの延伸線は線増である。この個別的法律案は1913年ロンドン電気鉄道法として1913年8月15日に国王裁可されたが、第一次世界大戦の勃発により工事着手が延期され、戦後も建設資金の調達困難や建設優先順位の変更から着工に至らず、開業は1930年代前半にずれ込んだ 。

## 公営会社への移行 1923年–1933年
各社による共同運航や、延伸などのネットワーク全体の改善にもかかわらず、ロンドンの地下鉄各線の収益は伸び悩んでいた。ロンドン地下電気鉄道は高収益のロンドン・ゼネラル・オムニバス（英語：London General Omnibus Company、LGOC）を1912年に傘下に収め、バス事業の収益で地下鉄の赤字を補てんしていた。 1920年代に台頭した多数の小規模バス会社との競争により、バス事業の収益は次第に悪化し、ロンドン地下電気鉄道グループ全体の経営状態も悪化して行った。
ロンドン地下電気鉄道の収益基盤を維持するため、ロンドン地下電気鉄道の会長だったアシュフィールド卿は政府にロンドン地区の公共交通を統制するよう政府にロビー活動を行った。1923年以降、ロンドンの公共交通を規制する行政措置がアシュフォード卿と労働党のロンドン・カウンティ・カウンシル議員ハーバート・モリソン（後に国会議員となり、運輸大臣も歴任する）の間で戦わされ、規制の程度と、公的機関が運営する公共交通機関の役割をめぐる議論を経ながら公営化の手続きが順次取られていった。アシュフィールド卿はこの政策を通じてロンドン地下電気鉄道グループが競争から保護されるとともに、ロンドン・カウンティ・カウンシルが運営する路面鉄道を支配することをもくろむ一方で、モリソンは公的機関がロンドンの公共交通すべてを運営することを考えていた。7年に及ぶ議論の末、1930年末にはロンドン地下電気鉄道、メトロポリタン鉄道及びすべてのロンドン地区のバスと路面鉄道の運営を引き継ぐロンドン旅客運輸公社（英語：London Passenger Transport Board、LPTB）の設立が発表された。公社は国有化ではない公有化という妥協の産物ではあったが、1933年7月1日に設立され、ロンドン電気鉄道と、吸収された他の地下鉄会社は同日付で清算された。

## その後
1933年以降のこの路線についてはピカデリー線も参照のこと。
グレート・ノーザン・ピカデリー・アンド・ブロンプトン鉄道の路線は1930年代に両端で延伸された。北側ではウッド・グリーン、サウスゲイトを抜けてコックフォスターズまでの路線が建設され、西側では1913年に認可されたハマスミスから先の延伸が実現した。この延伸線はディストリクト線のアクトン、ハウンズローへの路線と並行し、その先ディストリクト線のアクスブリッジまでの路線はピカデリー線に編入された。1977年にはハウンズロー支線が延伸されてヒースロー空港に乗り入れ、1994年にはストランド支線が廃止されている。こんにち、グレート・ノーザン・ピカデリー・アンド・ブロンプトン鉄道が建設した路線はロンドン地下鉄ピカデリー線の73.97-キロメートル (45.96 mi)に及ぶ路線の中核をなしている。
ヨーク・ロード、ダウン・ストリート、ブロンプトン・ロードの3駅は乗降客数が少なかったことから1930年代前半に廃止されたが、第二次世界大戦中には政府の重要施設や軍の司令機能がダウン・ストリート駅とブロンプトン・ロード駅の跡に疎開していた。ダウン・ストリートには鉄道経営委員会と戦時内閣がおかれ、ブロンプトン・ロードは戦中には防空指揮所として使用され、戦後は国防義勇軍が使用した。1940年9月から1946年7月の間ストランド支線はトンネルに大英博物館の収蔵物を収容し、防空壕として活用されるために運休した。